# آلفونس آلی
آلفونس آلی (انگلیسی: Alphonse Alley؛ زاده ۹ آوریل ۱۹۳۰ – درگذشته ۲۸ مارس ۱۹۸۷) افسر اهل بنین بود. وی از ۱۹ دسامبر ۱۹۶۷ تا ۱۷ ژوئیه ۱۹۶۸ رئیس‌جمهور این کشور بود.
آلفونس آلی در ۲۸ مارس ۱۹۸۷، در سن ۵۶ سالگی درگذشت.